# NGC 6230
NGC 6230 ist eine 14,5 mag helle elliptische Galaxie vom Hubble-Typ E1 im Sternbild Herkules.
Sie wurde am 3. Juli 1886 von Lewis A. Swift entdeckt.